# Elina (Film)
Elina ist ein in Schweden und Finnland produziertes Filmdrama des finnlandschwedischen Regisseurs Klaus Härö aus dem Jahr 2002. Die Literaturverfilmung entstand nach dem schwedischen Roman Som om jag inte fanns („Als ob es mich nicht gäbe“) von Kerstin Johansson i Backe.

## Hintergrund und Handlung
Im nordschwedischen Tornedalen ist seit dem Mittelalter Finnisch in seiner lokalen Ausprägung (neben Samisch) die vorherrschende Sprache. Im westlichen Teil des Gebietes, das seit 1806 zu Schweden gehört, kamen seit dem Ende des 19. Jahrhunderts nationalistische Maßnahmer zur Schwedisierung zum Tragen. Die als minderwertig angesehene Kultur und Sprache der Tornedal-Finnen sollten ausgelöscht und Schweden zu einem Land mit ethnisch-sprachlich homogener Bevölkerung gemacht werden.
Die Sprache der Tornedal-Finnen, offiziell als Meänkieli bezeichnet, steht heute in Schweden unter offiziellem Schutz als nationale Minderheitensprache. Sie wird von schätzungsweise 40000 Menschen verwendet, vor allem in den Gemeinden Gällivare, Haparanda, Pajala, Kiruna und Övertorneå.
Neben Meänkieli – dem Thema des Films – ist in Schweden auch Standardfinnisch eine anerkannte Minderheitensprache. Besonders viele Finnen sind seit den 1950er-Jahren auf Arbeitsuche nach Schweden ausgewandert. Sie leben aber nicht in Tornedalen, sondern haben sich vor allem zwischen dem Industriegürtel von Stockholm über Mälardalen bis Göteborg niedergelassen.

### Über den Film
Der Drehbuchautor Kjell Sundstedt hat die Originalgeschichte des Romans Som om jag inte fanns (Als ob es mich nicht gäbe), die in den 1930er-Jahren spielt, in die 1950er-Jahre verlagert. Zudem wurde die Geschichte verändert. Die erwachsenen Personen wurden differenzierter gestaltet, um kein einfaches Gut-Böse-Schema zu erzeugen, sondern die Beweggründe der handelnden Personen hervorzuheben. Zudem wurde das Element der Zivilcourage herausgearbeitet. Der Drehbuchautor ist der Meinung, dass die Solidarität ein wichtiger Faktor in einer Demokratie sei, und dass diese Solidarität im Laufe der 1990er-Jahre verloren gegangen ist.

### Thematik
Die neunjährige Elina lebt in den 1950er-Jahren in einem kleinen Dorf in Tornedalen. In der Schule wird den Kindern das Sprechen der Muttersprache von der Direktorin Tora Holm streng untersagt. Aber viele Kinder der finnischsprachigen Minderheit können kein Schwedisch. Deswegen setzt sich Elina für sie ein und wird daraufhin von der Direktorin schikaniert.

### Einleitung
Elina lebt mit ihrer Familie in ärmlichen Verhältnissen am Rande eines Moores. Der Vater von Elina ist an Tuberkulose gestorben. Und auch Elina war daran schwer erkrankt. Elina vermisst ihren Vater, der ihr das Moor gezeigt hat. Und so geht sie trotz der Warnungen ihrer Mutter oft alleine dorthin, weil sie sich so ihrem Vater näher fühlt.

### Hauptteil
Nachdem Elina wieder gesund ist, kann sie wieder zur Schule gehen. Von der Mutter wird sie ermahnt, nicht Finnisch in der Schule zu sprechen. Doch viele Mitschüler können noch kein Schwedisch, so auch Anton. Als dieser Elina etwas auf Finnisch fragt, darf er zur Strafe nicht am Schulessen teilnehmen. Elina findet dies ungerecht und begibt sich auf Konfrontationskurs zur Direktorin, Tora Holm.
Elina hat Mitleid mit Anton und gibt ihm ihr Mittagessen, was die Direktorin sofort unterbindet. Daraufhin beginnt Elina, das Schulessen zu boykottieren. Tora Holm verlangt von Elina, sich bei ihr zu entschuldigen, doch Elina verweigert dies, weil sie ihrer Meinung nach nichts Schlimmes getan hat. Daher boykottiert sie das Schulessen weiterhin.
Auch der neue junge Lehrer Einar, kann zunächst nichts an dieser Situation ändern. Er versucht mit Güte auf sie einzuwirken, damit sich Elina bei Tora Holm entschuldigt. Doch Elina weicht nicht von ihrer Position, zumal sie von ihrer Direktorin immer wieder provoziert wird. Als Elinas Mutter erfährt, dass Elina in der Schule nicht isst, bringt sie Elina in die Schule, damit sie sich bei Tora Holm entschuldigt. Doch auch dies verweigert Elina.
Elina wird nun von der Direktorin im Unterricht komplett ignoriert und flüchtet deswegen während des Unterrichts in das Moor, in dem sie sich so sicher fühlt. Doch ihre Selbstsicherheit wird ihr fast zum Verhängnis. Sie passt nicht auf, wo sie hintritt und sinkt so im Moor ein. Schließlich wird sie ausgerechnet von ihrer Mutter gerettet, die sie immer vor dem Moor gewarnt hat. Es stellt sich heraus, dass diese ihrem Vater alles über das Moor beigebracht hatte, da dieser ursprünglich gar nicht aus der Gegend kam.

### Schluss
Nachdem Mutter und Tochter sich ausgesöhnt haben, steht Elina immer noch vor dem Konflikt mit ihrer Direktorin. Als sie wieder während des Schulessens draußen auf der Treppe sitzt, stehen ihre Schwester, Anton, der Lehrer Einar und alle anderen Mitschüler demonstrativ auf und setzen sich zu Elina. Gegen die Übermacht muss schließlich auch die Direktorin kapitulieren und entschuldigt sich bei Elina für ihr ungerechtes Handeln. Nun zeigt sich auch Elina versöhnlich und geht wieder in die Schule, während Tora Holm auf der Treppe sitzen bleibt.

## Zusammenfassung

### Aufbau
Der Film beschreibt einfühlsam den Selbstfindungsprozess der neunjährigen Hauptfigur und verbindet dies mit politischen Konflikten.
Das Verhältnis zwischen Finnland und Schweden, die beide in diesem Film als Koproduzent auftreten, war mitunter sehr angespannt. Die Lebensverhältnisse der Schweden und Finnen in den 1950er-Jahren werden in diesem Film sehr realitätsnah dargestellt. Während die finnischen Kleinfamilien noch in großer Armut lebten, zeigt sich alleine durch die Kleidung, dass es den Schweden schon besser ging. Zum Beispiel kann sich der junge Lehrer Statussymbole, wie Autos, leisten.
Die Darstellung der kargen Lebensverhältnisse der Finnen werden durch die Moorlandschaftsaufnahmen verstärkt, die durch ruhige, langgezogene Kameraaufnahmen gezeigt werden.

### Personen
Elina ist ein selbstbewusstes neunjähriges Mädchen. Der schwere Schicksalsschlag, den sie durch den Tod ihres Vaters erlebt hat, hat sie sehr früh willensstark gemacht. So kann sie im Gegensatz zu ihren Klassenkameraden gegen die ungerechte Behandlung angehen und zeigt Zivilcourage. Sie kann noch weiter in ihrer Entwicklung reifen, indem sie durch ihre Mutter erkennt, dass alle Dinge anders sein können als sie zunächst erscheinen.
Tora Holm ist eine Pädagogin, die die Kinder nach ihren Vorstellungen bestmöglich auf das Leben vorbereiten möchte. Sie hält das Beherrschen der schwedischen Sprache für wichtig, um innerhalb der einsprachigen und kulturell dominierenden Mehrheitsgesellschaft zurechtzukommen. Sie handelt daher nicht aus reiner Bosheit. Allerdings verfährt sie in eingefahrenen Gleisen, und es gelingt ihr nicht, auf die besonderen Bedürfnisse der Minderheitenkinder einzugehen.
Elinas Mutter hat sich in ihrer Rolle eingefügt, die ihr als Mitglied einer Minderheit zugewiesen wird. Sie hat erkannt, dass Kenntnisse wie der sichere Umgang im Moor in einer sich verändernden Gesellschaft nicht mehr gefragt sein werden. Daher versucht sie ihre Tochter dazu zu bringen, sich in die Mehrheitsgesellschaft zu assimilieren. Letztendlich zeigt sie aber auch Stärke und hilft Elina in ihrer Persönlichkeitsentwicklung.
Einar ist engagiert mit neuen pädagogischen Ideen. Er versucht auf die speziellen Bedürfnisse der finnischsprachigen Kinder einzugehen. Doch fehlt es ihm zunächst an Zivilcourage, um sich gegen die eingefahrene Direktorin zu profilieren. Zunächst hilft er Elina in ihrer Persönlichkeitsentwicklung, die ihm dann wiederum hilft, Zivilcourage zu zeigen.

## Kritiken
In der von Svenska Filminstitutet herausgegeben pädagogischen Broschüre für Schulen wurde der Film dafür kritisiert, dass er die Meänkieli-sprachige Minderheit aus einer reinen Außenperspektive schildert. Der größte Mangel in der Repräsentation der Tornedal-Finnen im Film sei dabei, dass die Schauspieler kein Meänkieli sprechen, sondern Standardfinnisch.
In den Medien wurde der Film jedoch vorwiegend positiv besprochen.
„Diese schwedisch-finnische Filmproduktion geht sehr anschaulich und verständnisvoll auf die Denkweise eines Kindes ein. Es spielt in den 50er Jahren, in denen viele Kleinfamilien arm waren. Die Schauspieler sind in ihren Rollen sehr überzeugend und regen zum Nachdenken an. Die Landschaft, die der Regisseur Klaus Harö ausgewählt hat, passt sehr zur Stimmung des Films.“
 Alexandra Askoldova, Kinderfilmfest 2003 
„Wieder einmal beweisen die Skandinavier, dass sie im Bereich Kinderfilm die Nase vorn haben. Einerseits befolgt der Film alle Regeln eines Kinderfilms, wodurch manche Entwicklungen dem reiferen Publikum natürlich vorhersehbar erscheinen, andererseits werden hier auch schwierigere Themen angesprochen. Etwa der fehlende Vater, mit dem Elina in der gefährlichen (aber wunderschön aufgenommenen) Moorlandschaft eingebildete Gespräche führt, die Unterdrückung von Minderheiten oder die finanzielle Not der vaterlosen Familie.“
 Thomas Vorwerk, satt.org 
„Elina wurde von der Kinderjury mit dem Gläsernen Bären für den besten Kinderfilm ausgezeichnet, sicher auch nicht zuletzt, weil es Härö gelingt den Ernst des Themas immer wieder humoristisch aufzulockern. Verdient scheint die Auszeichnung auch wegen der faszinierenden Landschaftsaufnahmen (Kamera: Jarkko T. Laine) und wegen der hervorragenden Hauptdarsteller Natalie Minnevik, Bibi Andersson, Marjaana Maijala und Henrik Rafaelsen.“
 Gudrun Lübker-Suhre, infomedia-sh 
„Der Film begeistert durch seine hervorragenden Schauspieler, allen voran Natalie Minnevik als Elina, die trotz ihrer Zartheit Strenge und Unnachgiebigkeit verkörpert.“
Katrin Hoffmann, epd Film 4/2003 

## Auszeichnungen
Elina erhielt international zwölf Auszeichnungen. Unter anderem auf der Berlinale einen gläsernen Bären und einen Spezialpreis des Deutschen Kinderhilfswerks. Neben elf Auszeichnungen an den Regisseur Klaus Härö ging der Guldbagge-Preis an Bibi Andersson für die Darstellung der Direktorin.
| Festival                                                                 | Auszeichnung                                        | Land        | Jahr | Person         |
| ------------------------------------------------------------------------ | --------------------------------------------------- | ----------- | ---- | -------------- |
| Berlinale 2003                                                           | Gläsener Bär Deutsches Kinderhilfswerk Spezialpreis | Deutschland | 2003 | Klaus Härö     |
| Chicago International Children’s Film Festival                           | Preis der Erwachsenenjury                           | USA         | 2003 | Klaus Härö     |
| Ale Kino!                                                                | C.I.F.E.J. Preis                                    | Polen       | 2003 | Klaus Härö     |
| Anjalankoski Film Sunday                                                 | Anjalankoski Film Preis                             | Finnland    | 2004 | Klaus Härö     |
| Cinema Jove – Valencia Internationales Film Festival                     | Goldener Mond von Valencia                          | Spanien     | 2003 | Klaus Härö     |
| Cinekid                                                                  | Filmpreis                                           | Niederlande | 2003 | Klaus Härö     |
| Buster Internationales Kinderfilm Festival                               | Spezielle Erwähnung                                 | Dänemark    | 2003 | Klaus Härö     |
| Guldbagge                                                                | Guldbagge                                           | Schweden    | 2004 | Bibi Andersson |
| Isfahan Internationales Festival für Filme für Kinder & junge Erwachsene | C.I.F.E.J. Preis Goldener Schmetterling             | Iran        | 2003 | Klaus Härö     |
| Montréal Internationales Kinderfilm Festival                             | Großer Preis von Montreal                           | Kanada      | 2003 | Klaus Härö     |